# Эксцентрическая аномалия
Эксцентрическая аномалия в небесной механике — угловой параметр, определяющий положение тела, движущегося по эллиптической орбите. Эксцентрическая аномалия является одним из трёх угловых параметров («аномалий»), которые определяют положение на орбите. Другие два — истинная аномалия и средняя аномалия.

## Графическое представление
Рассмотрим эллипс, заданный уравнением
{\displaystyle {\frac {x^{2}}{a^{2}}}+{\frac {y^{2}}{b^{2}}}=1,}
где
{\displaystyle a} и {\displaystyle b} — большая и малая полуоси.
Для точки эллипса {\displaystyle P=P(x,y)}, отражающей положение тела на эллиптической орбите, эксцентрическая аномалия есть угол {\displaystyle E} на рисунке. Эксцентрическая аномалия {\displaystyle E} — один из углов прямоугольного треугольника с вершиной в центре эллипса, один катет которого лежит на большой оси, гипотенуза равна {\displaystyle a} (большой полуоси эллипса), а второй катет (перпендикулярный большой оси и имеющий конец в точке {\displaystyle P'} на вспомогательной окружности радиуса {\displaystyle a}) проходит через точку {\displaystyle P}. Эксцентрическая аномалия измеряется в том же направлении, что и истинная аномалия, обозначенная на рисунке как {\displaystyle \theta }. Эксцентричекая аномалия {\displaystyle E} в терминах этих коорцинат выражается как
{\displaystyle \cos E={\frac {x}{a}}},
{\displaystyle \sin E={\frac {y}{b}}}.
Второе уравнение устанавливается с использованием соотношения
{\displaystyle \left({\frac {y}{b}}\right)^{2}=1-\cos ^{2}E=\sin ^{2}E},
которое подразумевает, что {\displaystyle \sin E=\pm {\frac {y}{b}}}. Уравнение {\displaystyle \sin E=-{\frac {y}{b}}} можно сразу исключить, поскольку оно означает движение в обратном направлении. Второе уравнение можно рассматривать как получающееся из подобного треугольника, катет которого имеет длину {\displaystyle y}, равную расстоянию от {\displaystyle P} до большой оси, а гипотенуза {\displaystyle b} равна малой полуоси эллипса.

## Формулы

### Расстояние и эксцентрическая аномалия
Эксцентриситет {\displaystyle e} определяется как
{\displaystyle e={\sqrt {1-\left({\frac {b}{a}}\right)^{2}}}}.
Из теоремы Пифагора для треугольника с гипотенузой {\displaystyle FP}, равной {\displaystyle r}:
{\displaystyle {\begin{aligned}r^{2}&=b^{2}\sin ^{2}E+(ae-a\cos E)^{2}\\&=a^{2}\left(1-e^{2}\right)\left(1-\cos ^{2}E\right)+a^{2}\left(e^{2}-2e\cos E+\cos ^{2}E\right)\\&=a^{2}-2a^{2}e\cos E+a^{2}e^{2}\cos ^{2}E\\&=a^{2}\left(1-e\cos E\right)^{2}\\\end{aligned}}}
Таким образом, расстояние связывается с эксцентрической аномалией формулой
{\displaystyle r=a\left(1-e\cos {E}\right)}.
Используя этот результат, можно определить эксцентрическую аномалию через истинную аномалию.

### Через истинную аномалию
Истинная аномалия — угол, обозначенный на рисунке {\displaystyle \theta }. Иногда её также обозначают как {\displaystyle f} или {\displaystyle \nu }. Истинная аномалия и эксцентрическая аномалия связаны следующим образом.
Используя формулу для {\displaystyle r} выше, можно выразить синус и косинус {\displaystyle E} через {\displaystyle f}:
{\displaystyle {\begin{aligned}\cos E&={\frac {\,x\,}{a}}={\frac {\,ae+r\cos f\,}{a}}=e+(1-e\cos E)\cos f\\\Rightarrow \cos E&={\frac {\,e+\cos f\,}{1+e\cos f}}\\\sin E&={\sqrt {\,1-\cos ^{2}E\;}}={\frac {\,{\sqrt {\,1-e^{2}\;}}\,\sin f\,}{1+e\cos f}}~.\end{aligned}}}
Следовательно,
{\displaystyle \tan E={\frac {\,\sin E\,}{\cos E}}={\frac {\,{\sqrt {\,1-e^{2}\;}}\,\sin f\,}{e+\cos f}}~.}
Угол {\displaystyle E} — угол прямоугольного треугольника с гипотенузой {\displaystyle 1+e\cos f} и катетами {\displaystyle e+\cos f} и {\displaystyle {\sqrt {\,1-e^{2}\;}}\,\sin f}.
Также,
{\displaystyle \tan {\frac {\,f\,}{2}}={\sqrt {{\frac {\,1+e\,}{1-e}}\,}}\,\tan {\frac {\,E\,}{2}}}
Подставляя {\displaystyle \cos E}, найденный выше, в выражение для {\displaystyle r}, расстояние от фокуса до точки {\displaystyle P} можно найти через истинную аномалию:
{\displaystyle r={\frac {a\left(\,1-e^{2}\,\right)}{\,1+e\cos f\,}}={\frac {p}{\,1+e\cos f\,}}\,},
где
{\displaystyle \,p\equiv a\left(\,1-e^{2}\,\right)}
называется фокальным параметром.

### Через среднюю аномалию
Эксцентрическая аномалия {\displaystyle E} связана со средней аномалией {\displaystyle M} через уравнение Кеплера:
{\displaystyle M=E-e\sin E}
Это уравнение не имеет аналитического решения для {\displaystyle E} при данном {\displaystyle M}. Оно обычно решается численными методами, например, методом Ньютона-Рафсона. Оно может быть выражено в виде ряда Фурье как
{\displaystyle E=M+2\sum _{n=1}^{\infty }{\frac {J_{n}(ne)}{n}}\sin(nM)}
где {\displaystyle J_{n}(x)} — функция Бесселя первого рода.